# Ян Зварткрейс
Ян Зварткрейс (нід. Jan Zwartkruis, 18 лютого 1926, Овербетуве — 7 березня 2013, Амерсфорт) — нідерландський футбольний тренер.

## Кар'єра тренера
Маючи досвід виступів на футбольному полі за нижчолігові команди, у 1950-х розпочав тренерську роботу, працюючи з командами аматорського рівня.
1976 року неочікувано став головним тренером збірної Нідерландів. Згодом у 1977–1978 роках працював у тренерському штабі цієї команди як асистент австрійця Ернста Гаппеля. Зокрема працював з Гаппелєм на чемпіонаті світу 1978 року, де нідерландці поступилися господарям турніру, аргентинцям, лише у фінальній грі.
Після відходу австрійського тренера зі збірної того ж 1978 року знову очолив тренерський штаб національної команди. Вивів Нідерланди до фінальної частини Євро-1980, де команда не подолала груповий етап.
Згодом працював у Карибському регіоні, тренуючи збірні Нідерландських Антильських островів та Тринідаду і Тобаго.
Помер 7 березня 2013 року на 88-му році життя.